# Мюллер, Йенс
Йенс Мюллер (нем. Jens Müller, род. 6 июля 1965, Торгау, ГДР) — немецкий спортсмен-саночник, олимпийский чемпион, 4-кратный чемпион мира и 4-кратный чемпион Европы.
Представлял ГДР и Германию в период с 1988 по 2001 годы.
На Олимпийских играх 1988 года в Калгари 22-летний Мюллер выиграл 3 из 4 заездов и только в третьем показал второе время, на 0,003 сек хуже партнёра по команде Томаса Якоба. На Олимпийских играх 1992 года занял только пятое место, а в 1994 году на Играх в Лиллехаммере занял восьмое место. В 1998 году в Нагано стал третьим после Георга Хакля и Армина Цёггелера.
За время своей карьеры Мюллер получил 14 медалей на чемпионатах мира по санному спорту (4 золотых, 7 серебряных и 3 бронзовых медали) и 7 медалей на чемпионатах Европы по санному спорту (4 золотых, 2 серебряных и 1 бронзовую медали). В мировом рейтинге Мюллер 3 раза становился вторым (1988—1989, 1996—1997, 1999—2000. 
После ухода из профессионального спорта Мюллер стал тренером по скелетону и работал с такими спортсменами как Диане Сартор (нем. Diane Sartor, чемпионкой мира 2004 года) и Керстин Юргенс-Шимковяк (вице-чемпионкой Ванкувера-2010).